# Spencer Abraham
Spencer Abraham (East Lansing, Michigan, 1952. június 12. –) az Amerikai Egyesült Államok szenátora (Michigan, 1995–2001).